# Яноші
Я́ноші (угор. Makkosjánosi) — село в Берегівській громаді Берегівського району Закарпатської області України, за 6 км від Берегова.

## Населення

### Мова
Розподіл населення за рідною мовою за даними перепису 2001 року:
| Мова            | Кількість | Відсоток |
| --------------- | --------- | -------- |
| угорська        | 1858      | 91.53%   |
| українська      | 165       | 8.13%    |
| німецька        | 3         | 0.15%    |
| російська       | 3         | 0.15%    |
| інші/не вказали | 1         | 0.04%    |
| Усього          | 2030      | 100%     |

## Герб
Щит перетятий лазуровим і червоним. У першій частині Діва Марія, з золотим німбом і короною, в срібному одязі і червоному плащі, яка тримає правою рукою немовля з золотим німбом і золотою державою, а в лівій руці золотий посох, що супроводжується в правому верхньому куті золотим усміхненим сонцем, а в лівому верхному куті - срібним півмісяцем вправо. У другій частині три зелені дубові листки, з'єднані у вилоподібний хрест, з двома золотими жолудями, що супроводжуються з обох боків двома співоберненими золотими колосками. У четвертій частині на зелених пагорбах срібне обернене ягня, з золотим німбом, що тримає в лапах срібну корогву на золотому древку, обтяжену червоним хрестом, що супроводжується в правому верхньому кутку золотим усміхненим сонцем, а в лівому верхньому - срібним півмісяцем.

## Історія
Село Яноші розташоване на рівнині, що простягається від південних схил Карпатських гір-Полонини Боржава на південь, в напрямку до Середньодунайської низини Угорщини. Через село проходить шосейна дорога, яка з'єднує західні області України, через Верецький перевал, з містами області — Берегсово, Хустом і веде в Угорщину.
Ця дорога виникла в глибокій давнині вздовж долини річки Латориця і по ній, по всій імовірності, здійснювалося переселення народів, а в першому тисячолітті нашої ери нашестя гуннів (IV ст.) угрів (IX ст.), монголо-татар (1241 р.), пізніше по ній здійснювались воєнні походи різних правителів на південь та на північ.

## Історія археологічних досліджень
Початок заселення людьми території Берегівського району, в тому числі і села Яноші, яке перебувало на шляху переселення народів, зародилося в глибокій давнині, про що свідчать археологічні розкопки (палеоліту і неоліту-5-2 тисячі років до нашої ери), знайдені на окраїнах міста Берегово (Мала гора), мідного та бронзового віків, знайдені на окраїні міста Берегово (Берегсас), селах Дийда, Яноші, Кідьош, Мужай, Боржава, а також розкопки древньослав'янського періоду VII—III віків до нашої ери із сіл Велика Бийгань, Дийда, Яноші та Берегово.
Про це згадується в працях археологів Є. А. Балагурі та ст. І.Пеняка "Закарпаття-земля Слов"янська".(Видавництво «Карпати», Ужгород,1976.
Про археологічні дослідження Закарпатської області, в тому числі і Берегівського району, є в наявності багата література, видана археологами. Так, наприклад, про археологічні розкопки, знайдені на окраїнах вище названих населених пунктів та самого міста Берегсас, згадується в таких працях:
1 Легоцкі Тіводор: Адаток хозанк археологіаяхоз, I,II, (1892—1912)
2. Легоцкі Тіводор-Берегвармедє монографіяйо, II.
3.Фердинанд Лесек, Правік Подкарпатської Русі, Ужгород, 1922.
4. Др. Айзнер Ян, Латенске паматкі на Словенску а в Подкарпатске Русі. Обзор,1922, та ін.
Але, найцінніші для нас матеріали експедиції Інституту археології АН УРСР, які опублікував в районній газеті «Вереш Засло» -«Червоний прапор» 1 вересня 1984 р. кандидат історичних наук С.Пеняк за назвою «Нові старожитності Берегівщини».
«На околиці Чорного Мочару, на південний схід від села Іванівка нами були виявлені сліди давньоруського поселення IX—X ст. В таких природних умовах давньоруське поселення знайдено вперше…»
На південній околиці сала Іванівка (тепер Яноші), у підніжжя Ардівської гори, виявлено два поселення першої половини I тисячоліття н. е. Але чи не найцікавіші поселення I тисячоліття нашої ери знайдено в тому місці, де Верке перетинає газопровід. Встановлено, що правий і лівий берег річки в давнину був густо заселений. З метою вивчення пам'яток та запобігання її знищенню, експедиція в цьому місці провела розкопки. Було досліджено житлові, господарські та виробничі об"єкти III—IV, V—VI і наступних століть нашої ери. Під час розкопок здобуто уламки від горшків, мисок ліпного і гончарного виробництва. Особливо привертає своєю формою, орнаментацією гончарно сіра кераміка III—V ст. н. е.,тут же розкопано напівземлянкові житла підквадратної форми з печами-кам"янками та стовповою конструкцією стін, заповнені ліпною керамікою так званого празького типу. Ці типи жител і кераміка, на нашу думку, є пам'ятками матеріальної культури ранніх слов"ян, які вкінці V-го, на початку VI-го століття заселити Закарпаття. Таким чином, нашими розкопками на березі Верке розпочато вивчення ще одної сторінки історії слов"ян - заселення ними Карпатського басейну".

## Історія села
Село Яноші з теперішнім адміністративним центром Яношівською сільською радою, складається з двох населених пунктів Яноші та Балажер, які в минулому належали різним феодалам, тому й історичні документи свідчать про кожен з них окремо.
В «Монографії…» Т.Легоцького згадується, що с. Яноші — угорсько-руське(орос) село, воно в 1870 році мало 136 будинків,778 жителів та 3108 гольдів земельних угідь. Село старе, воно вже на початку XIV століття мало свій церковний приход та священика. В 1364 році воно називалось селом Яноші і перебувало у володінні королеви Ержебет (мати або донька короля Надь Лайоша). З 1484 року воно належало до Мукачівського замку, було опустошено кочовими племенами татар у 1556 році. В 1649 р. у поміщиці Лорантфі Жужанни були 33 кріпосних селян, серед них 2 сейкелі-драбанти (тілохранителі), 3 каменотьоси, 2 майстри по виробленню черепиці, 224 голів рогатої худоби, 42 вівці, 225 свиней та 54 солом"яні вулики бджіл.
Згадується і про церкву, яка була побудована в XIV столітті в готичному стилі. Проте ця церква в 1748, 1779, 1799 роках добудовувалась, а в 1912 році була зведена башня, тому первинний стиль будівлі на сьогодні не зберігся. Церква належить реформатам.
В 1728 році австрійський імператор подарував землі графу Шенборну-Бухгайму, якому в с. Яноші належала ферма (майор) «Чакі». Назва цього майору, по всій імовірності, походить від феодала-родича королівської сім"ї Чак Мате, який в 1301—1308 р.р. володів північною частиною Угорщини та Закарпаттям. Крім вище названої церкви, в селі була дерев"яна греко-католицька церква(по вулиці Церковній) яка в 1818 році, разом з фарою, згоріла. Тоді згоріла і більша частина села. Замість неї, в 1828—1834 р.р.побудована нова церква. Будівля церковної фари була побудована 1904 року, в ній з 1945 року розміщена сільська рада, з 1949 року семирічна, а потім восьмирічна школа.
В ході ознайомлення з історичними матеріалами доктора історичних наук, професора УжДУ М. В. Трояна «Мукачівський замок», ми узнаємо, що Мукачівський замок часто піддавався руйнуванню, опустошенню сіл, які перебували у його підпорядкуванні, тому доля села Яноші була трагічною, бо селяни, котрі тут жили, змушені були звикнути до міжусобиць та війн, що тут відбувалися, як учасники бойових дій та селянських повстань (повстання Ю.Дожи, повстання Ф.Раковці, та ін.).
З 1844 р. (за даними монографії Т.Легоцького) селище мало власну печатку з гербом: зображенням лелеки, що тримає в дзьобі жабу.
В 1873 році село Яноші, як і багато інших сіл Закарпаття посягнуло велике горе- більшість жителів померли від холери. Багато селянських хат залишились безхазяйними.
Розкріпачення селян в селі розпочалось з шістдесятих років XIX століття. Селяни отримали наділи землі і пасовища в загальних угіддях, проте швидко почалось розмежування селян і більшість з них залишились без землі.
Від бідності та злиднів, починаючи з 1900 року до початку першої світової війни(1914), юнаки та дівчата, піддавшись агітації агентів по набору робочих, емігрували в Канаду, Аргентину, Бразилію. Таким чином, за словами очевидців, третина молоді села виїхала в Америку. За архівними документами, з Берегівського району тоді виїхало 1112 чоловік. Багато з них, в тому числі і мешканці села Яноші, загинули в шахтах, на перевалочних базах, фабриках.
Деякі з них повернулися й розказали про тяжкий труд у капіталістів (Югас Пал, Кіш Лукач, Гнатик Янош, Попович Пал, Гочан Дюла та ін.).
Шосейна дорога капітально була побудована в 1932 році. Жителі села, як і за часів Австро-Угорщини, так і за часи Чехословаччини, не мали в селі ні клубу, ні бібліотеки.
До 1896 року, як і всюди по Закарпаттю, в селі Яноші функціонувала церковна школа, в якій дітей навчав дяк. Навчалися тут діти заможних селян за власним бажанням, платно. Державна школа була заснована в 1896 році (вчитель Гаваші Янош). За часів Австро-Угорщини в школі працювали 2-3 вчителі. За часів Чехословацької Республіки їх вже налічувалося 3-4, навчання проводилось на угорській мові.
В перших роках Радянської влади в селі була відкрита початкова школа(директор Сабов Гейза)В школі працювало 4 вчителі, навчання проводилось на угорській мові. Одночасно діти вивчали і російську мову. З 1949 року відкрилася тут семирічка, в 1977 році в селі відкрито новозбудовану середню школу з навчанням на українській та угорській мовах. Через 3 роки у селі почала працювати міжрайонний навчальний комбінат, де молодь села та району могла засвоїти професію водія, тракториста, то що. З 1996 року комбінат переорганізували в ліцей, у якому зокрема професії, учні можуть отримати свідоцтво про середньої освіти.
На сьогодні національний склад населення такий: угорці — 85 %, українці — 8 %,інші — 7 %.

## Населення

### Мова
Розподіл населення за рідною мовою за даними перепису 2001 року:
| Мова            | Відсоток |
| --------------- | -------- |
| угорська        | 91,53%   |
| українська      | 8,13%    |
| російська       | 0,15%    |
| інші/не вказали | 0,19%    |

## Архітектура та цікаві пам’ятники
Перша церква в селі була збудована в XIV столітті в готичному стилі. В 1566 р. вона була зруйнована під час татарського набігу, відбудована в 1595 р. в якості реформатського храму. В подальшому церква реконструювалась в 1748, 1779,1799 рр., нинішній вигляд отримала в 1912 р. із побудовою вежі.  Попри численні реконструкції, церква зберегла характерний стиль  XIII–XVI ст. Храм  є пам’ятником місцевого значення
Церква Покрови пр. богородиці. 1830.
Парохію утворили в 1743 р. У 1748 р. руська громада, яка налічувала 40 осіб, розпочала будівництво першої церкви. В 1775 р. згадують церкву з дерев’яними стінами без іконостаса, а чаша в ній була з олова.
У 1797 р. Іванівка була парохією з філіями в селах Гомок, Балажово (Балажер), Дідово, Гать, Велика Бейґань, Мала Бейґань, Косини і Барабаш (тепер в Угорщині). Тоді в селі були 152 греко-католики і в філіях – 290. Церква була дерев’яна, в поганому стані, фара також дерев’яна під соломою. Теперішню муровану однонавну базиліку спорудили за священика Федора Медвецького і спочатку присвятили Вознесінню Господньому. Над входом вказано дату спорудження – 1834 р. та дату останнього ремонту – 1976 р., на бароковому завершенні викладено дату перекриття бляхою в 1924 р.
У 1991 р. церкву повернули греко-католикам.
Позаду церкви знаходиться церковна фара (будинок священика), початку 20-го століття

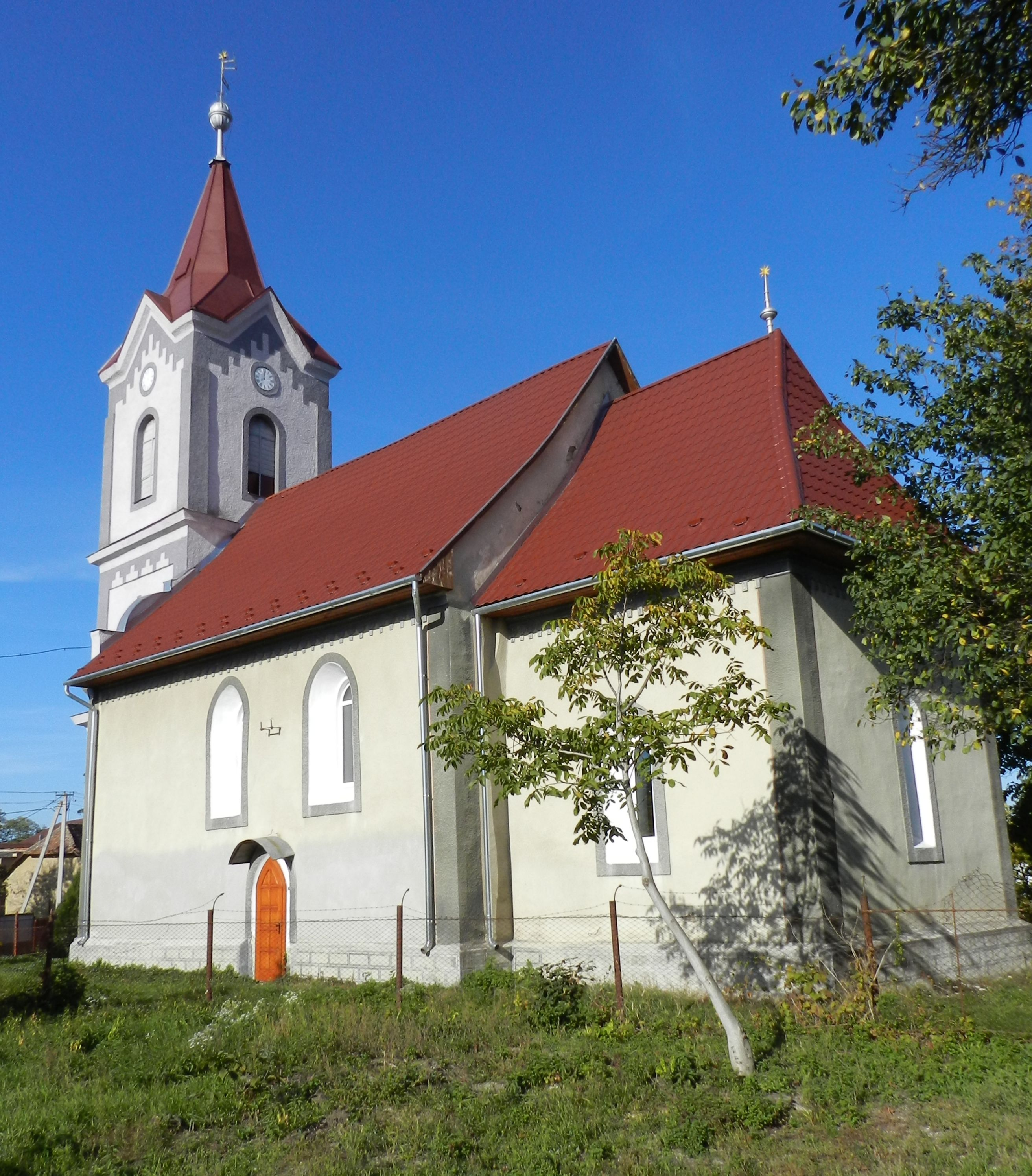
Реформатська церква, 1912 р.

Перша греко-католицька церква в селі була зведена з дерева в 1733 р. Вона згоріла в 1818 р. разом із фарою, в пожежі загинула й більшість будинків села. Нова, кам’яна церква в неокласичному стилі була побудована протягом 1828 – 1839 рр. В 1924 р. дах був перекритий бляхою, останні реставраційні роботи проводилися в 1976 р.  Церковна фара біля храму була зведена в 1904 р., в період з 1945 по 1949 рр. в ній розміщалась сільська рада, з 1949 р. – школа, на даний час – дитячий садок.   

Грекокатолицька церква

## Туристичні місця

Пам’ятник на честь односельчан-добровольців Радянської Армії, 1972 р.

- На околиці Чорного Мочару, на південний схід від села Іванівка нами були виявлені сліди давньоруського поселення IX—X ст.
- На південній околиці сала Іванівка (тепер Яноші), у підніжжя Ардівської гори, виявлено два поселення першої половини I тисячоліття н. е
- Церква Покрови пр. богородиці. 1830.- дерев’яна скульптура Ференца Ракоці ІІ, створена в 2010 р. угорським скульптором Тібором Шароші. Позаду скульптури – меморіальний пам’ятник на честь односельчан, репресованих після 2-ї Світової війни,  встановлений в 1991 р.
- На сільському стадіоні в 1996 р. зведений пам’ятний стовп на честь футболіста  Барна Дьєрдє, роботи скульптора Жужанни  Ортутай.
- Біля "Будинку вина" в центрі села знаходиться  остов трактору "Універсал", який вважається першим трактором, завезеним на Берегівщину після 2-ї світової війни (орієнтовно в 1947 р.), хоча цей факт не є однозначно доведеним.
- Діно-парк. На території – понад 30 експонатів понад 20 видів. І це не тільки динозаври, а й наприклад, двометрові яйця, у яких можна сфотографуватися. Кожен динозавр – це вже своєрідна фотозона.
Найменший мешканець парку важить близько 70 кг, найбільший – 500 кг.

## Джерела

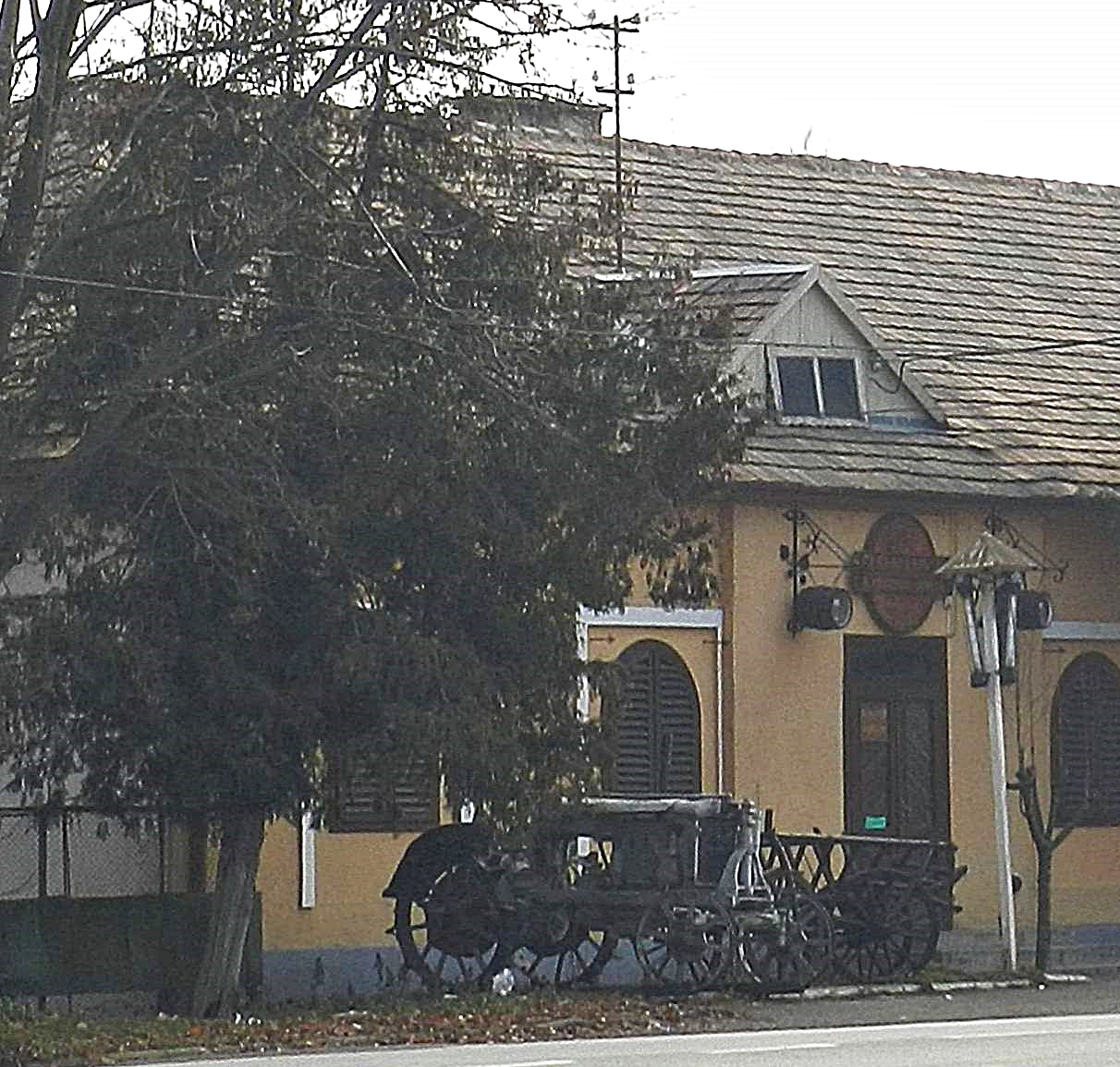
Остов трактора "Універсал", орієнт. 1947 р.